# Биатлон-7-2

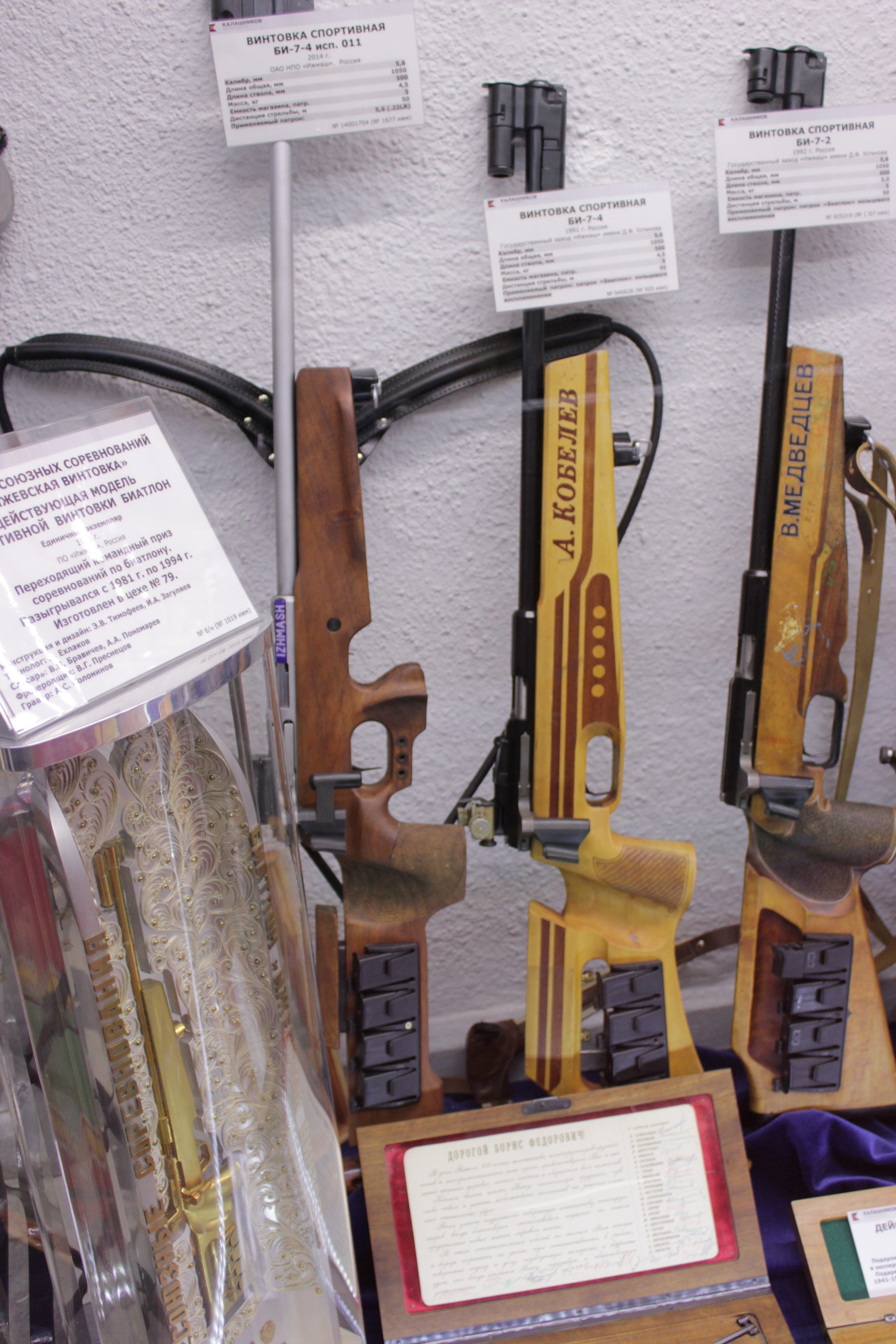
Винтовки БИ-7 в музее Ижмаша

«Биатлон-7-2» (БИ 7-2) — спортивная 5-зарядная винтовка под патрон кольцевого воспламенения .22 Long Rifle. Предназначена для стрельбы в соревнованиях по биатлону на дистанции 50 м для мужчин и юниоров.

## Конструкция
Основным отличием от всех предыдущих моделей спортивных винтовок является запирающий механизм кривошипно-шатунного типа с вертикальными осями вращения, что позволяет производить быструю перезарядку оружия с минимальным нарушением изготовки спортсмена. Подобное нововведение позволило повысить скорострельность винтовки до уровня самозарядной, что резко улучшило результаты советских биатлонистов. В остальном конструкция винтовки вполне традиционна. Спусковой механизм имеет возможность регулировать усилие и характер спуска (плавный или с предупреждением) без разборки винтовки. Прицел диоптрический, быстросъёмный.

## Эксплуатация
- *  СССР: винтовка использовалась спортсменами сборной СССР, в том числе на Олимпийских играх: с помощью винтовки А. Тихонов стал чемпионом Олимпийских игр 1980 г., сборная СССР — чемпионом мира 1983 г. в эстафете, Ю. Кашкаров — чемпионом мира среди юниоров в 1982 и 1983 гг. Винтовку семейства «Биатлон-7» использовала трёхкратная олимпийская чемпионка Кати Вильхельм.[1][неавторитетный источник]
- Казахстан — используются в качестве спортивного и учебного оружия[2]
- Молдова — винтовка сертифицирована в качестве спортивного оружия[3]
- Россия — сертифицировано в качестве спортивного оружия[4]